# Беспятов, Алексей Иванович
Алексей Иванович Беспятов (20 июня 1920 года, станица Прочноокопская ныне Новокубанский район Краснодарского края — 28 июля 1989 года, Сочи, Краснодарский край) — советский военный деятель, Подполковник. Герой Советского Союза.

## Начальная биография
Алексей Иванович Беспятов родился 20 июня 1920 года в станице Прочноокопская ныне Новокубанского района Краснодарского края в казачей семье.
Получил среднее образование.

## Военная служба

### Довоенное время
С 1937 по 1939 годы служил в рядах РККА.
В 1939 году комиссован по болезни из Пензенского артиллерийского училища, В 1940 году — заочно Армавирское педагогическое училище, после чего работал учителем.

### Великая Отечественная война
В июле 1941 года Алексей Иванович Беспятов был вторично призван в ряды РККА.
В декабре 1941 года окончил курсы усовершенствования командного состава и был направлен в действующую армию.
В 1942 году вступил в ряды ВКП(б).
Командовал стрелковым взводом, стрелковым батальоном и стрелковым полком.
Командуя 935-м стрелковым полком (306-я стрелковая дивизия, 43-я армия), подполковник Беспятов отличился в ходе боёв на территории Витебской области при прорыве обороны противника в районе посёлка городского типа Шумилино и в боях у Бешенковичей, Лепеля и Докшиц.
23 июня 1944 года полк под командованием Беспятова форсировал реку Западная Двина в районе деревни Шарипино (Бешенковичский район, Витебская область) и захватил плацдарм, тем самым обеспечив переправу 306-й стрелковой дивизии.
В ходе Витебско-Оршанской операции подполковник Беспятов одним из первых вступил в Лепель, освобождённый к 28 июня 1944 году. В этом бою Беспятов был ранен, но остался в строю.
Указом Президиума Верховного Совета СССР от 22 июля 1944 года за образцовое выполнение боевых заданий командования на фронте борьбы с немецко-фашистскими захватчиками и проявленные при этом мужество и героизм подполковнику Алексей Ивановичу Беспятову присвоено звание Героя Советского Союза с вручением ордена Ленина и медали «Золотая Звезда» (№ 4401).

### Послевоенная карьера
С окончанием войны продолжил службу в армии и в 1968 году полковник Алексей Иванович Беспятов вышел в запас, после чего жил в Сочи (Краснодарский край) и до ухода на пенсию работал на должности начальника туристической базы. Алексей Иванович Беспятов умер 28 июля 1989 года и похоронен на Сочинском городском кладбище.

## Награды
- Медаль «Золотая Звезда»;
- Орден Ленина;
- Два ордена Красного Знамени;
- Два ордена Отечественной войны 1-й степени;
- Орден Красной Звезды;
- Медали.